# Julia Cordonnier
Julia Cordonnier est une actrice et réalisatrice française.

## Biographie
Julia Cordonnier a travaillé comme lectrice et scénariste à Hamster Productions, puis comme assistante-réalisatrice avec Amal Bedjaoui, Marcel Bluwal et John Hugues. 
En 2004, elle réalise un documentaire de création Roméo cherche Juliette, Juliette cherche Roméo (VLR productions), qui retrace la première expérience théâtrale de treize jeunes gens de la banlieue nord. En 2009, elle réalise Tenir tête, un téléfilm de la collection Identités diffusé sur France 2 pendant l'été 2010.

## Filmographie
- 2004 : Quelques portraits en forme de pieds
- 2004 : Après l'école
- 2005 : Roméo cherche Juliette, Juliette cherche Roméo
- 2006 : Mission Atazu
- 2007 : Des bouteilles à la mer, coréalisé avec Aurélie Cardin
- 2007 : Les Soleils noirs d'un danseur fauve, portrait du sculpteur Patrice Cadiou
- 2009 : Tenir tête  coécrit avec Aurélie Cardin